# Tornar a comprar entrades
Tornar a comprar entrades (xinès simplificat: 补票, pinyin: Bǔpiào) és un curtmetratge xinés d'animació produït per Shanghai Animation Film Studio que forma part de la sèrie Les històries del conillet Taotao. Va ser dirigit per Lin Wenxiao, i estrenat el 1988.
La pel·lícula va guanyar el premi a millor pel·lícula d'animació del Ministeri de Ràdio, Cinema i Televisió de la República Popular de la Xina l'any 1988.
Va ser doblada en valencià i estrenada per Canal Nou el 15 de maig de 1994.

## Sinopsi
El conillet Taotao i el xicotet cangur van a jugar al parc d'atraccions, però quan estaven a punt de comprar les entrades, s'exhaureixen els tiquets. Com que la mare cangur tenia un tíquet, el conillet i el cangur s'amaguen a la butxaca gran de la mare per a entrar al parc d'atraccions. Allà, ambdós participen en una competició de curses al parc d'atraccions, fent-se amb el campionat. Després de rebre el trofeu, el conillet va considerar que com que no havia comprat cap entrada, no mereixia guanyar el premi, i decideix tornar el trofeu i compra un tíquet com a compensació.